# A Quest to Heal
A Quest to Heal (em chinês:  我的女侠罗明依) é uma telenovela singapurense de 2020. É estrelada por Carrie Wong, Qi Yuwu, Huang Sitian, Xu Bin, Ya Hui, Wang Lujiang e Xu Mingjie. Conta a história de uma heroína e um guarda imperial que viajam acidentalmente da Dinastia Ming para a moderna Singapura, e juntos enfrentam as forças do palácio do mal, que planejam governar os dois mundos.
Estreou em 20 de julho de 2020 no Channel 8.

## Elenco
- Carrie Wong ...Luo Ming Yi 罗明依
- Qi Yuwu ...Bi Zheng 毕正
- Xu Bin ... Li Shizhen 李时珍
- Ya Hui ...Ya San 哑三
- Bryan Wong ...Eunuch Sun 孙公公
- Jeffrey Xu ...Duke Gong 龚王爷
- Xu Bin ...Li Jishi 李济世
- Cynthia Koh ...Li Shaotong
- Ya Hui ... Yan Ting Ting 严婷婷
- Yao Wenlong ... Zeng Xiao Sa 曾潇洒
- Cavin Soh ... Hao Si Wen 郝斯文
- Kayly Loh ...Belinda

## Prêmios e indicações
| Ano  | Prêmio                  | Categoria         | Indicado        | Resultado | Ref   |
| ---- | ----------------------- | ----------------- | --------------- | --------- | ----- |
| 2021 | Emmy Internacional 2021 | Melhor Telenovela | A Quest to Heal | Pendente  | [ 5 ] |